# Воронов, Абрам Соломонович
Абра́м Соломо́нович Во́ронов (1899—1975) — украинский советский учёный-медик, доктор медицинских наук (1928), профессор (1932).
Автор более 100 научных публикаций и 2 монографий.

## Биография
Родился 8 августа (20 августа по новому стилю) 1899 года в Ростове-на-Дону в еврейской семье, родители — Зельман Исаевич Воронов и Фейга Абрамовна Бениаминович. Семья жила на Старо-Почтовой улице, дом № 145.
В 1918 году окончил ростовскую гимназию и поступил на медицинский факультет Донского университета (ныне Ростовский государственный университет). После окончания учёбы, в 1923 году, поступил на работу сверхштатным ординатором госпитально-терапевтической клиники. Через три года он был избран ассистентом кафедры госпитальной терапии. В 1928 году защитил диссертацию на степень доктора медицины «О морфологических изменениях крови и кроветворных органов под влиянием бензола и его производных». В 1930 году Абрам Соломонович был утвержден в должности приват-доцента кафедры инфекционных болезней, а в 1932 году был назначен заведующим кафедрой госпитальной терапии и одновременно заведующим терапевтическим отделением Центральной городской больницы Ростова-на-Дону (ныне Городская больница № 1 имени Н. А. Семашко). В этом же году был утвержден в звании профессора.
В 1933 году профессор А. С. Воронов был назначен на должность руководителя кафедры Ростовского медицинского института (РМИ, ныне Ростовский государственный медицинский университет). В медицинском институте он проработал по 1953 год. В 1947 году был назначен главным областным и городским терапевтом, также являлся председателем Терапевтического общества и председателем Консультативного бюро при Облздравотделе. В 1953 году Абрама Соломоновича коснулось «Дело врачей». В январе-феврале 1953 года были арестованы некоторые специалисты-медики Ростова-на Дону, в том числе и Воронов. После смерти Сталина, в апреле 1953 года он, как и остальные его ростовские коллеги, был освобождён.
Учёный-медик, профессор Воронов не мог больше оставаться в родном городе и в 1954 году переехал в Донецк, где возглавил кафедру госпитальной терапии Донецкого медицинского института (ДМИ, ныне Донецкий национальный медицинский университет. Этой кафедрой он руководил в течение последующих 20 лет, до своего выхода на пенсию. За годы работы в Донецком мединституте он подготовил 10 кандидатов медицинских наук и стал автором многих опубликованных научных работ.
Умер 28 апреля 1975 года в Донецке, Украинская ССР.
В 1928 году Президиумом научно-медицинского общества терапевтов научная работа А. С. Воронова «О морфологических изменения крови и кроветворных органов под влиянием бензола и некоторых его производных» была отмечена премией имени профессора Н. И. Мухина. Позже его монография по этой теме была удостоена Ленинской премии.